# Kristen Stewart
Pour les articles homonymes, voir Stewart.
Kristen Stewart /ˈkɹɪstən ˈst(j)uɚt/, née le 9 avril 1990 à Los Angeles, est une actrice, réalisatrice et interprète américaine.
Elle naît et grandit à Los Angeles de parents qui travaillent tous deux dans l’industrie du divertissement. Elle se fait remarquer à l’âge de 12 ans pour son rôle dans le thriller Panic Room (2002) de David Fincher. Elle joue ensuite dans Speak (2004), Catch That Kid (2004), Zathura (2005) et Into the Wild (2007). Elle devient mondialement célèbre à partir de son interprétation de Bella Swan dans la saga Twilight (2008-2012), qui se classe parmi les franchises de films les plus rentables.
Après avoir joué dans le film fantastique Blanche-Neige et le chasseur (2012), Stewart privilégie les rôles pour des films indépendants : le drame The Guard (2014), la comédie American Ultra (2015), la romance Equals (2015) ou encore la comédie dramatique Café Society (2016) de Woody Allen. Elle a joué dans les films Camp X-Ray (2014) et Still Alice (2014), et dans la romance de science-fiction Equals (2015). En 2015, elle a été acclamée par la critique pour sa performance dans le film dramatique Sils Maria (2014) d’Olivier Assayas, qui lui a valu le César de la meilleure actrice dans un second rôle. Elle devient ainsi la première actrice américaine à recevoir un César (hors César d'honneur). Stewart a retrouvé Assayas l’année suivante dans le thriller surnaturel Personal Shopper (2016) et a fait ses débuts en tant que réalisatrice avec le court métrage Come Swim (2017). Elle renoue avec les films à gros budgets avec des rôles principaux dans le film d’action Charlie’s Angels (2019) et la comédie romantique Happiest Season (2020). L'interprétation par Stewart de Diana, princesse de Galles, dans le drame biographique Spencer (2021) de Pablo Larraín lui a valu d’être acclamée par la critique et d’être nommée à l’Oscar de la meilleure actrice.
Actrice la mieux payée au monde en 2012, elle a reçu diverses distinctions, dont notamment un Rising Star Award aux BAFTA, un César, ainsi que d'autres nominations, entre autres pour l'Oscar de la meilleure actrice et le Golden Globe de la meilleure actrice dans un film dramatique.

## Biographie

### Enfance
Kristen Jaymes Stewart est née le 9 avril 1990 à Los Angeles, et grandit dans la San Fernando Valley. Son père, John Stewart (à ne pas confondre avec Jon Stewart, le présentateur du Daily Show), est producteur de télévision et régisseur pour la chaîne de télévision Fox,. Sa mère, Jules Mann-Stewart, originaire d'Australie, est scénariste et scripte ; elle a été adoptée par un couple juif en Californie, Norma et Ben Urman, en 1953. Kristen Stewart a des origines écossaises, anglaises, irlandaises, australiennes et juives ashkénazes.
Elle a un frère aîné, Cameron B. Stewart, ainsi que deux frères adoptifs, Taylor et Dana. Au sujet de ces derniers, elle déclare que ses parents « ont accueilli des animaux errants ». Elle explique par ailleurs : « Mon meilleur ami a eu une éducation très précaire et est devenu membre de la famille à l’âge de 13 ans. Le très bon ami de mon frère vivait avec nous tout le temps. Sa mère était la meilleure amie de ma mère. C’était comme si nous formions une famille. Il y a toujours eu une ambiance nous et eux, ce qui est vraiment agréable et protecteur. »
En 2012, sa mère a demandé le divorce après 27 ans de mariage.
Très jeune, il lui est diagnostiqué un trouble de l'attention avec hyperactivité. Elle suit sa scolarité jusqu'à l'âge de treize ans et a ensuite pris des cours par correspondance,,, pour se concentrer sur sa carrière d'actrice. Elle a malgré tout obtenu son diplôme d'étude secondaire,. De son propre aveu, « Je suis éloignée du milieu universitaire. Pourtant, cela m'a attiré. Je le respecte beaucoup. J’ai presque 30 ans, je me sens comme une enfant. Je ne suis pas allée à l’école. J'en ai gros sur la patate. »
Ayant été élevée dans une famille qui travaille pour l’industrie du divertissement, mais pas en tant qu'actrice, Stewart pensait qu’elle deviendrait scénariste ou réalisatrice, mais n’a jamais envisagé d’être actrice, en disant : « Je n'ai jamais voulu être le centre de l'attention – je n'étais pas la gamine “Je veux être célèbre, je veux être actrice”. Je n'ai jamais voulu jouer, mais j'ai toujours pratiqué mon autographe parce que j'aimais les stylos. J'écrirais mon nom sur tout. »

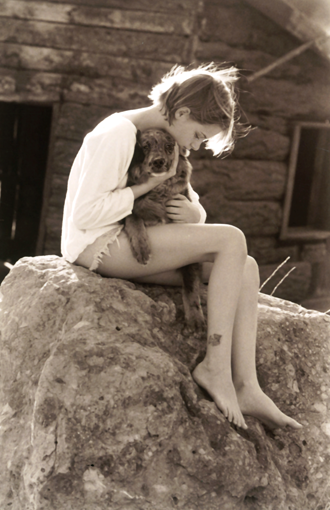
Kristen Stewart par Shawn Simone (2002).

### Débuts d'actrice (1999-2003)
Kristen Stewart est remarquée par un agent artistique à huit ans, alors qu'elle joue dans le spectacle de Noël de son école primaire,.
Elle apparaît pour la première fois comme figurante sans réplique dans Le Garçon qui venait de la mer (The Thirteenth Year), un téléfilm produit pour Disney Channel sorti en 1999. Elle dira par la suite que « Ce fut, en fait, l'un de mes rôles les plus exigeants [challenging] ». La même année, elle fait une apparition dans une publicité pour la marque Porsche.
En 2000, elle joue dans le film Les Pierrafeu à Rock Vegas de Brian Levant.

En 2001, elle joue dans The Safety of Objects, film indépendant où elle interprète le personnage de Sam, fille aînée et « garçon manqué » d'une mère célibataire (Patricia Clarkson),.

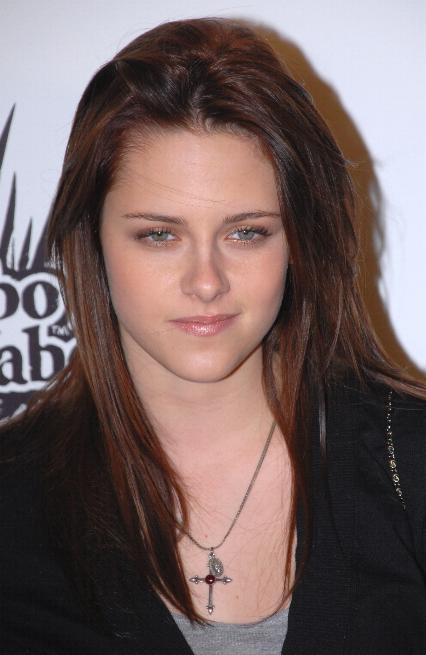
Kristen Stewart à la 7e cérémonie annuelle des Breakthrough Awards du hollywood life magazine, 9 décembre 2007.

En 2002, Kristen Stewart est révélée dans le thriller Panic Room de David Fincher,,. Elle y incarne la fille diabétique de Meg Altman, une mère divorcée interprétée par Jodie Foster,. Bien que le film reçoive des critiques mitigées, la performance de Kristen Stewart est saluée et elle obtient une nomination aux Young Artist Awards.
L'année d'après, Kristen Stewart interprète Kristen Tilson, fille de Cooper Tilson (Dennis Quaid) et Leah Tilson (Sharon Stone), dans le thriller de Mike Figgis, La Gorge du diable,. Malgré le mauvais score du film au box-office, Kristen Stewart sera une nouvelle fois nommée dans la catégorie Young Artist Awards.
En 2003, à l'âge de 13 ans, elle fait l'école à domicile.

### Progression discrète (2004-2008)
En 2004, Kristen Stewart, alors âgée de treize ans, obtient son premier rôle principal. Il s'agit du personnage de Maddy dans le film d'action comique Les Petits Braqueurs, aux côtés de Max Thieriot (Gus) et Corbin Bleu (Austin),. La même année, elle joue dans le thriller L'Autre Rive, de David Gordon Green et dans l'adaptation d'un roman de Laurie Halse Anderson : Speak. Dans ce drame, elle interprète le personnage de Mélinda Sordino : jeune fille victime d'un viol ayant subi un choc émotionnel. Bien qu'ayant peu de répliques dans ce film, Kristen Stewart reçoit des critiques élogieuses pour son interprétation. Depuis ce rôle, elle milite contre le viol, pour l'association Security on Campus.
En 2005, Kristen Stewart joue le personnage de Lisa dans le film fantastique d'aventure Zathura : Une aventure spatiale (Zathura: A Space Adventure). Malgré de bonnes critiques, la performance de Kristen Stewart n'attire pas beaucoup l'attention, son personnage étant immobile durant la majeure partie du film[réf. nécessaire].
En 2006, elle joue le personnage de Maya dans Fierce People, thriller indépendant réalisé par Griffin Dunne. Comme dans Speak, la mère de Kristen Stewart est jouée par Elizabeth Perkins.

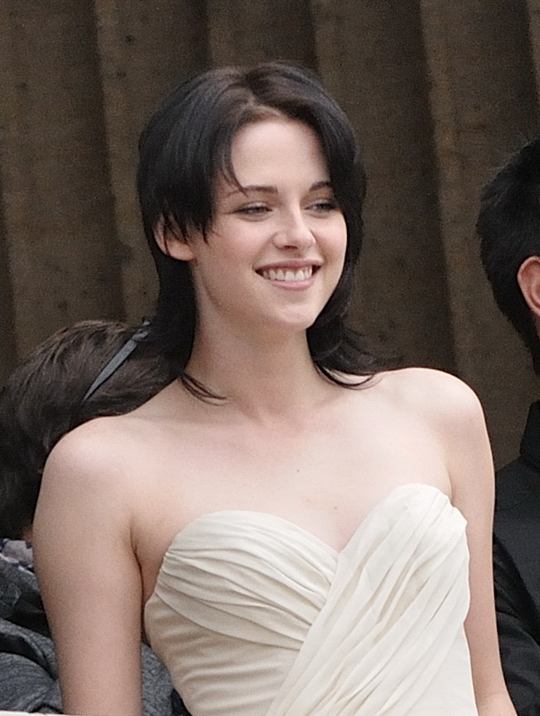
Kristen Stewart au balcon de l’hôtel Crillon pour la présentation du film Twilight, Chapitre II : Tentation de la saga Twilight à Paris, France, le 10 novembre 2009.

En 2007, elle décroche le rôle principal du film d'horreur Les Messagers dans lequel elle incarne Jess Solomon. Le film est une réussite commerciale, mais les critiques sont globalement négatives. La même année, Kristen Stewart incarne une adolescente dans un drame romantique réalisé par Jon Kasdan, In the Land of Women. Le film, ainsi que la performance de Kristen Stewart, reçoivent des critiques mitigées. Toujours en 2007, elle joue dans Into the Wild, une adaptation cinématographique réalisée par Sean Penn du roman Voyage au bout de la solitude (titre original anglais : Into the Wild),, écrit par Jon Krakauer en 1996. Kristen Stewart y interprète le personnage de Tracy, une jeune chanteuse qui succombe au charme de l'aventurier Christopher McCandless (Emile Hirsch). Salon.com considère sa performance comme « à la fois robuste et sensible ».
En 2008, Kristen Stewart fait un caméo dans la dernière scène du film Jumper et apparaît également dans Panique à Hollywood. Elle joue également dans deux films indépendants : The Cake Eaters et The Yellow Handkercheif.

### Révélation (2009-2012)
Grâce à son interprétation dans Into the Wild, l'acteur principal Emile Hirsch recommande Kristen auprès de Catherine Hardwicke pour son prochain film,. En 2007, Summit Entertainment révèle que Kristen Stewart incarnera Bella Swan dans le film Twilight, chapitre I : Fascination, basé sur le bestseller de Stephenie Meyer racontant l'histoire d'amour entre une humaine et un vampire. Kristen Stewart, alors sur le tournage d'Adventureland : Un job d'été à éviter de Greg Mottola, reçoit la visite de la réalisatrice Catherine Hardwicke qui pour faire des tests, filme la jeune actrice. Dans Twilight, Kristen Stewart donne la réplique à l'acteur britannique Robert Pattinson, qui joue Edward Cullen. La production du film commence en février 2008, le tournage s'achève en mai 2008, pour sortir fin 2008 en Amérique du Nord. Tous les acteurs jouant des rôles majeurs continuent à travailler dans les suites de la saga, sorties entre 2008 et 2013. Cette saga va propulser la carrière de Kristen Stewart. Cela va aussi être pour elle source de critiques : elle est nommée plusieurs fois aux Razzie Awards — une cérémonie parodique qui récompense le pire du cinéma — et reçoit le prix de la pire actrice pour Twilight - Chapitre 5 en 2013.
Cela n'empêche pas l'actrice de défendre la saga qui l'a fait connaître : « Si quelqu’un veut dire des conneries sur Twilight, je comprends tout à fait, mais c'est quelque chose dont j'étais infiniment fière, et c'est toujours le cas. J'en gardais — et j'en garde toujours — un très bon souvenir. »

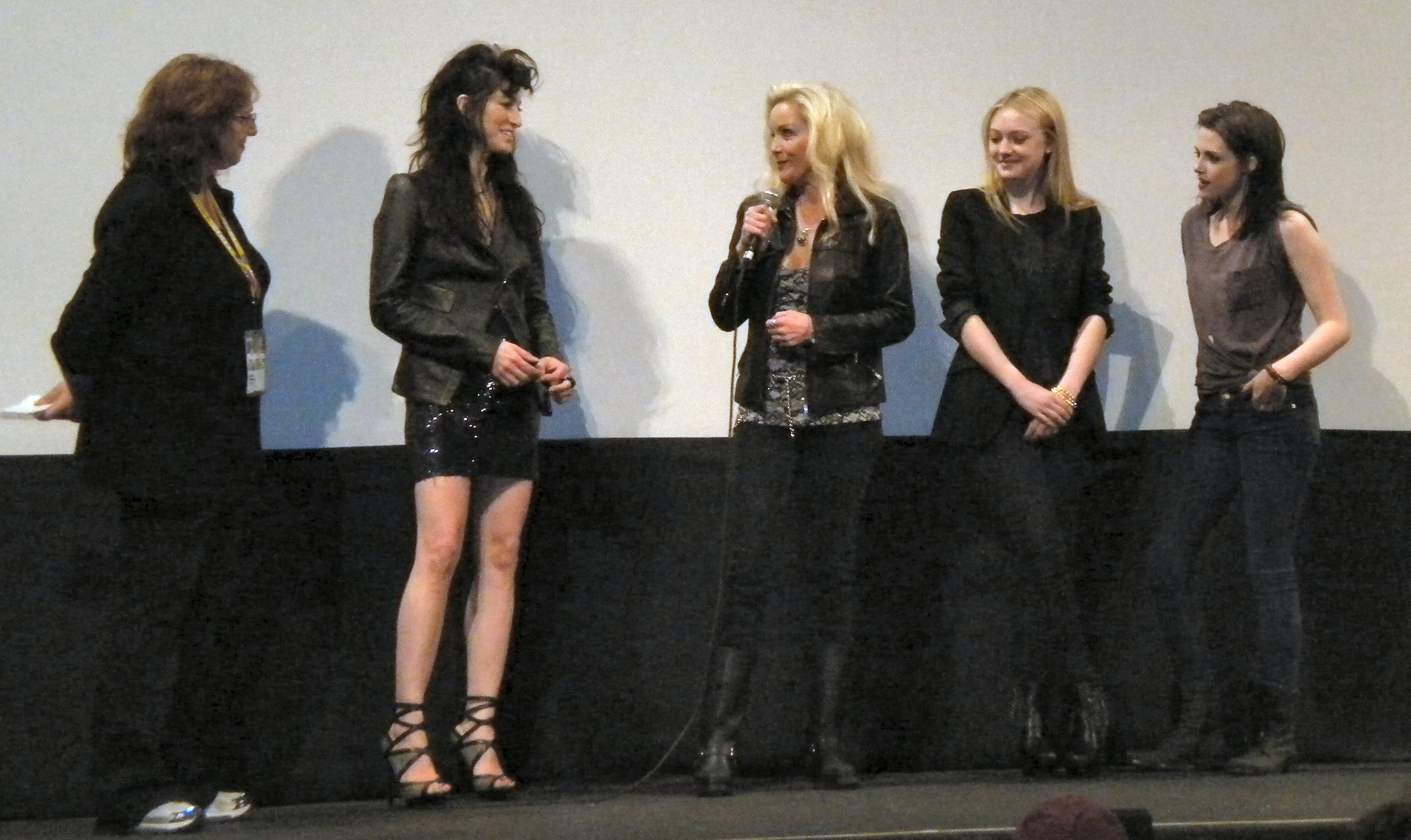
Floria Sigismondi, Cherie Currie, Dakota Fanning et Kristen Stewart à la projection de Les Runaways en 2010.

En 2010, Kristen Stewart et Dakota Fanning sont à la tête de l'affiche pour le film The Runaways réalisé par Floria Sigismondi,. Elle y interprète le rôle de Joan Jett, une jeune fille rebelle et bien décidée à percer dans le monde très masculin du rock 'n' roll. Au sortir d'une boîte elle fait la connaissance de l'extravagant Kim Fowley (Michael Shannon), qui la met en relation avec la jeune chanteuse Cherie Currie (Dakota Flanning), qui fait partie avec la batteuse Sandy West (Stella Maeve), la guitariste Lita Ford (Scout Taylor-Compton) et la bassiste Robin Robins (Alia Shawkat), du groupe The Runaways. Pour sa sortie aux États-Unis, le film est interdit aux moins de seize ans en raison de certains contenus à caractère sexuel. Kristen Stewart, choisie par Joan Jett, productrice exécutive du film a notamment dû travailler ses riffs de guitare pour incarner son personnage. Toujours en 2010, elle tient le premier rôle féminin dans Welcome to the Rileys, film à petit budget où elle joue une jeune fille prostituée stripteaseuse recueillie par James Gandolfini,.
En 2011, elle tourne dans l'adaptation du roman de Jack Kerouac, Sur la route (On the Road), réalisée par Walter Salles. Elle y incarne le personnage de Marylou/Lu-Anne Henderson aux côtés de Sam Riley, Tom Sturridge et Garrett Hedlund. Sur ce film, elle déclarera : « Quand j'avais seize ans, Sur la route de Jack Kerouac était mon livre préféré et je rêvais de pouvoir jouer dans son adaptation. ». Sur la route sort en 2012, et fait partie de la sélection officielle du Festival de Cannes 2012. C'est la première fois où Kristen Stewart peut monter les marches du festival le 23 mai. Le 3 novembre 2011, Kristen Stewart dépose, avec Robert Pattinson et Taylor Lautner, ses empreintes au Grauman's Chinese Theatre de Los Angeles. Fin 2011, Kristen Stewart reçoit une proposition pour tenir le rôle de Kei dans une nouvelle adaptation du manga japonais Akira, mais le studio de production Warner suspend le projet début 2012.

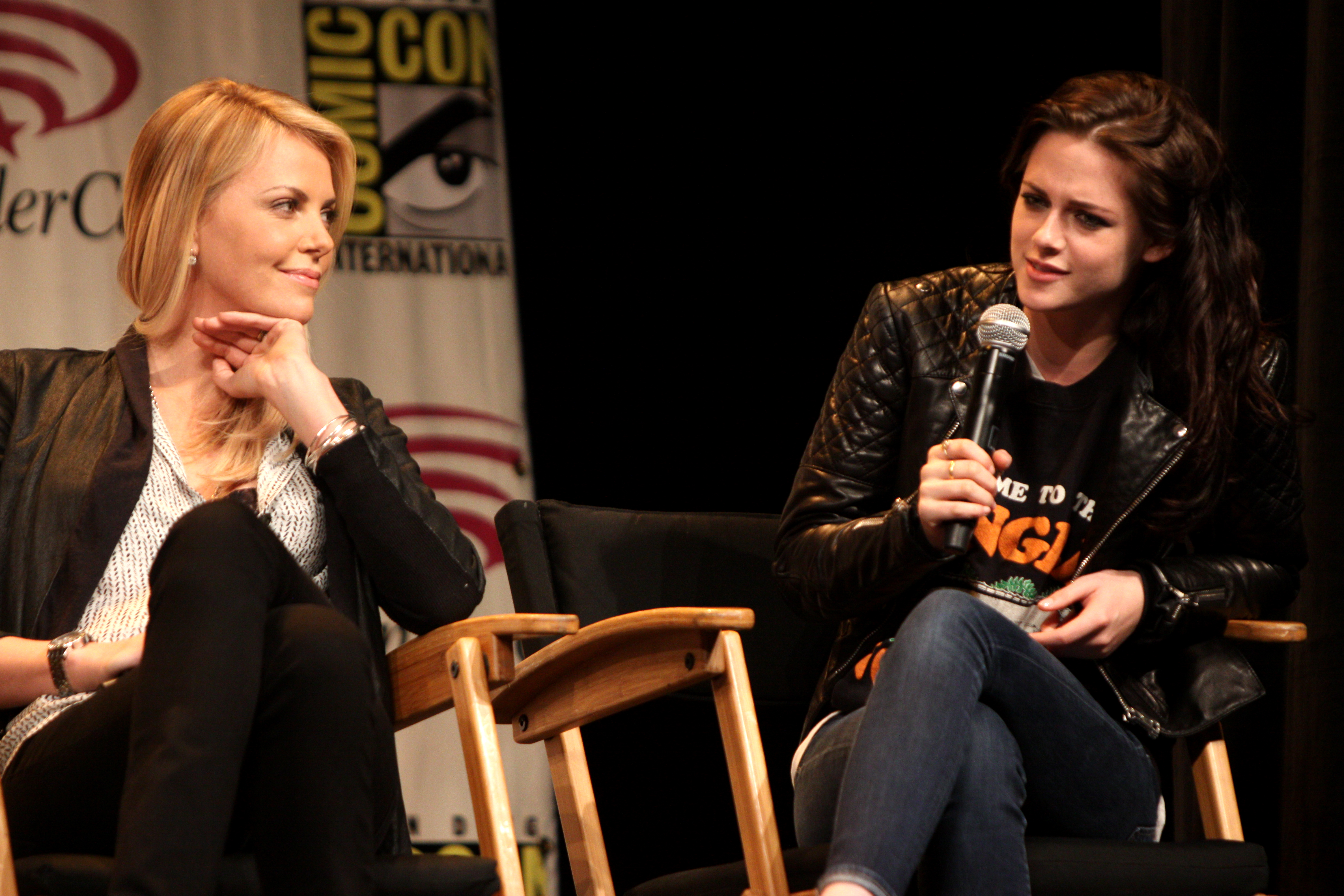
Charlize Theron et Kristen Stewart lors de la présentation de Blanche-Neige et le Chasseur au San Diego Comic-Con 2012.

Elle joue également dans le film fantastique Blanche-Neige et le Chasseur aux côtés de Charlize Theron, où elle incarne le rôle-titre de Blanche-Neige. Pour préparer son personnage, Kristen Stewart a dû prendre des cours d'équitation. Le film, sorti en 2012, est un succès au box-office. Kristen Stewart devient l'actrice la mieux payée de Hollywood,. Elle ne peut néanmoins participer à la suite, en raison du scandale causé par sa relation adultérine avec le réalisateur du film.
Début 2013, le dernier film de la saga Twilight est mal accueilli par les critiques, mais bénéficie d'un box-office satisfaisant.
Les années suivantes, l'actrice décide de se tourner vers le cinéma d'auteur.

### Confirmation (2013-2017)
Durant l'été 2013, peu après le tournage de The Guard, Kristen Stewart rejoint le casting du film européen Sils Maria d'Olivier Assayas, aux côtés de Juliette Binoche. Une amitié se forme entre les deux actrices. Ce film permet à Kristen Stewart de monter une nouvelle fois les marches du Festival de Cannes en 2014 puis, lors de la 40e cérémonie des César en 2015, de remporter le prix de la meilleure actrice dans un second rôle. Elle devient ainsi la première américaine a décrocher un César,.

En 2014, elle partage avec Julianne Moore l'affiche du film Still Alice, filmé à New York. Elle tourne ensuite American Ultra avec Jesse Eisenberg en Louisiane puis Equals à Tokyo et Singapour. Grande fan de Jenny Lewis depuis toujours, elle apparaît en 2014 aux côtés d'Anne Hathaway et Brie Larson dans le clip Just One of the Guys.

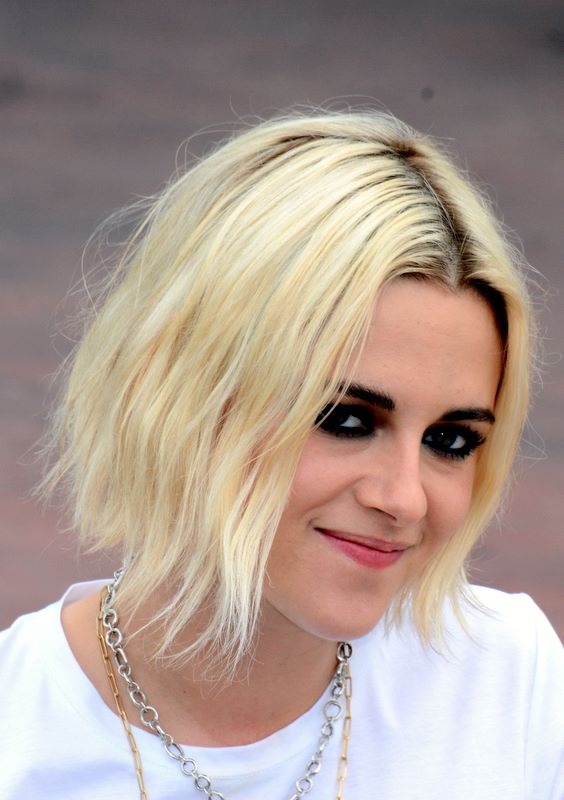
L'actrice au Festival de Cannes 2016, pour la présentation de Café Society.

En 2015, elle tourne dans Café Society réalisé par Woody Allen,. Elle y incarne Vonnie, secrétaire d'un prestigieux agent d'acteurs dont elle est la maitresse et qui va faire la rencontre de Bobby (Jesse Eisenberg), neveu de l'agent, également amoureux de Vonnie. Fin 2015, elle tourne à Paris dans le thriller fantastique français Personal Shopper, réalisé par Olivier Assayas,, et incarne Coco Chanel dans un court-métrage Once and forever réalisé par Karl Lagerfeld. Elle reçoit un César (meilleure actrice dans un second rôle) pour sa prestation dans Sils Maria,.
Elle monte les marches du Festival de Cannes 2016 pour présenter le film d'ouverture Café Society et Personal Shopper, ce dernier remportant le prix de la mise en scène. La même année, l'actrice apparaît dans le clip Ride 'Em On Down des Rolling Stones ainsi que dans les films Un jour dans la vie de Billy Lynn et Certaines femmes de Kelly Reichardt,. Dans une interview elle déclarera à propos de Kelly Reichardt : « C'est l'une de mes réalisatrices préférées de tous les temps. Trouver du drame dans les petites choses du quotidien, c'est bouleversant. C'est tellement plus émouvant que de voir quelqu'un surmonter des montagnes d'obstacles et s'en sortir indemne, parce qu'on s'y identifie bien plus. Je l'adore. ».

### Diversification dans la réalisation (depuis 2017)
En 2017, elle tourne trois films : Lizzie, le film indépendant J.T. LeRoy avec Laura Dern et le blockbuster Underwater avec Vincent Cassel. À propos de ce dernier film, elle dira que ce fut le tournage le plus compliqué de sa carrière : « Le tournage le plus difficile, celui qui m'a donné le plus de fil à retordre. J'ai joué dans un film ridicule dont le titre est Underwater et c'était difficile parce que pendant six mois, j'avais juste envie de ne plus avoir de corps. Ce n'était pas le tournage le plus drôle. »

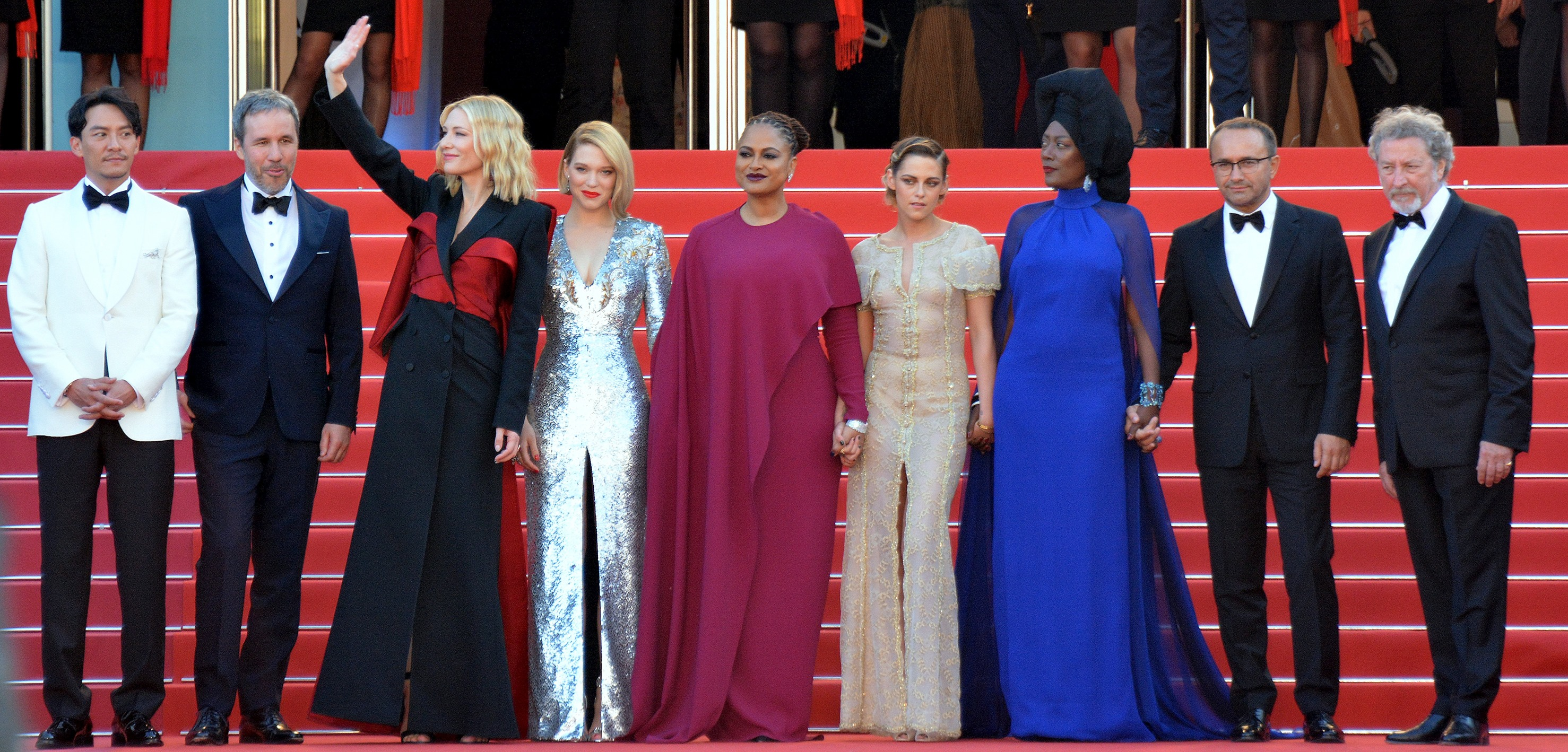
De gauche à droite : Chang Chen, Denis Villeneuve, Cate Blanchett, Léa Seydoux, Ava DuVernay, Kristen Stewart, Khadja Nin, Andrey Zvyaguintsev et Robert Guédiguan au festival de Cannes de 2018.

En 2018, elle est à nouveau présente au Festival de Cannes mais cette fois-ci en tant que membre du jury de la compétition officielle, présidé par Cate Blanchett. Elle apparaît également avec l'acteur Finn Wittrock dans le clip If You Really Love Nothing du groupe Interpol mis en ligne sur YouTube en août 2018.
En 2019, Kristen Stewart se met dans la peau de l'actrice Jean Seberg dans le film Seberg réalisé par Benedict Andrews,,. La même année, elle est à l'affiche du film Charlie's Angels réalisé et co-écrit par Elizabeth Banks, qui est une suite du film Charlie's Angels (2003) et de la série culte des années 1980, Drôles de dames. Elle interprète le personnage de Sabina Wilson aux côtés des actrices Naomi Scott et Ella Balinska, succédant ainsi à Drew Barrymore, Cameron Diaz et Lucy Liu dans les rôles principaux. Le film sort en France le 25 décembre 2019,.
En 2020, elle joue dans le film Happiest Season, le rôle d'une jeune femme qui projette de demander sa petite amie en mariage durant les fêtes de fin d'année, qu'elles passent dans la famille de cette dernière, mais qui découvre que les proches de sa partenaire, très conservateurs, ignorent tout de son homosexualité.
En 2021, elle tient le rôle principal du film Spencer de Pablo Larraín,,,, rôle pour lequel elle obtiendra une nomination pour l'Oscar de la Meilleure interprète féminine,. Elle déclarera par la suite que ce fut le rôle qu'elle eut le plus de mal à quitter : « Je pense que c'est à cause de ce sentiment de perte après sa mort qui ne s'en ira jamais, car je me sens vraiment proche de son destin tragique, d'une manière un peu bizarre, parce qu'on a fait un film sur elle alors que personne ne l'a jamais rencontrée. Pendant de long mois et même encore aujourd'hui, il y a encore certaines choses qui me font penser à elle. Ça ne me fait pas cet effet-là avec mes autres rôles parce que je ne me sens pas triste quand je repense à eux. » Bien que Spencer ait suscité des critiques négatives, Kristen Stewart fut saluée pour la justesse de son interprétation.

En 2022, elle est à l'affiche du film Les Crimes du futur de David Cronenberg, avec Léa Seydoux et Viggo Mortensen,. À propos de ce film, elle dira : « David est une personne extrêmement tendre, alors que ses films sont à l'inverse de lui. J'ai été choquée de rencontrer un gentlemen tel que lui. Il ne fait qu'une ou deux prises par scène. Le premier instinct d'un acteur lors d'un tournage est ce qui l'enflamme le plus. Je pense que la combinaison d'un script très précis et de sa capacité de s'entendre à merveille avec les gens, c'est impossible d'apprendre ça, il nous donne une leçon. On essaie toujours de fonctionner de cette manière, mais il est tellement bon dans ce qu'il fait. J'ai toujours l'impression que c'est impossible de faire des erreurs avec lui. À chaque fois qu'il y a erreur, il la trouve drôle, et finalement, c'est son moment préféré de la scène. »

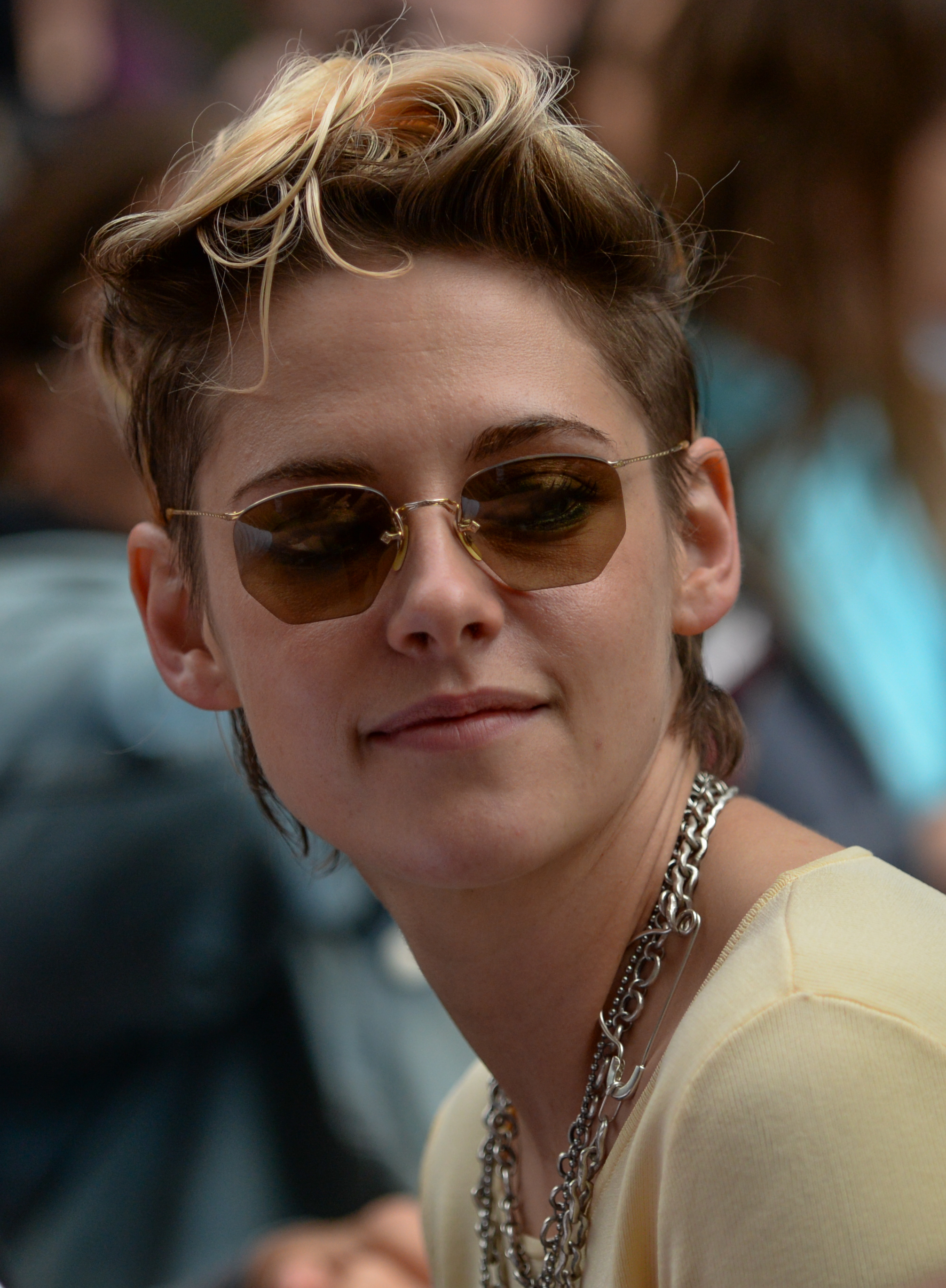
Kristen Stewart au TIFF 2019 pour la promotion de Seberg.

En février 2023, elle préside le jury international du 73e Festival de Berlin,,,. Elle devient la plus jeune présidente du jury de l'histoire du festival,,,. À cette occasion, elle déclarera « Ce festival est là pour repousser les limites [...] Les paramètres invisibles forgés par l'industrie et l'académisme sur ce qu'est un film n'ont aucune chance avec celui-ci »,,. Elle a également annoncé participer à l'écriture du film Love Lies Bleeding et faire partie du casting du film Sacramento avec Michael Cera et Michael Angarano,.
En janvier 2024, le long-métrage Love Me (en) dont elle partage l'affiche avec l'acteur Steven Yeun, est présenté en avant-première mondiale au festival du film de Sundance où il reçoit le prix Alfred P. Sloan. Dans un autre genre, douze ans après le dernier volet de la saga Twilight, un nouveau rôle parmi des vampires est attribué à Kristen Stewart, aux côtés de l'acteur Oscar Isaac pour Flesh of the Gods (d),,. La même année sort le film Love Lies Bleeding,,,,.
En 2025, elle réalise The chronology of water, portrait d'une nageuse professionnelle, et joue dans le film The Wrong Girls (en).

## Jeu d'actrice
Dans une interview, Kristen Stewart explique comment elle travaille son script : « Je pense que je ne précise jamais quand on suit le script à la lettre parce que c'est rare. Les scripts d'Olivier Assayas sont écrits de manière très précise, mais j'apprends mon texte et je l'oublie directement, et je n'ai aucune idée de ce que je dis, je peux dire tout ce que je veux. J'ai joué le rôle d'une Américaine qui arrive en terre inconnue, et il est incroyablement français. Il est en mode « Dis carrément ce que tu as envie de dire » et je me raccroche à l'essence du script. Je sens une grande liberté quand je travaille avec lui que je n'ai jamais senti avec personne d'autre. Des fois, l'improvisation devient un peu n'importe quoi, ça devient littéralement un amalgame de mots, parce que les acteurs se sentent forcés de le faire si on leur a demandé, donc on pense à n'importe quoi. Des fois, une réplique peut sortir d'un coup, comme ça, mais ne fait pas partie du script, et ça finit quand même dans le film. Et nous, on est en mode : « Je suis une vraie autrice ! ». Mais oui, habituellement, on s'en tient au script. » Bien que devenue connue grâce à la saga Twilight, elle est assez critique sur le début de sa carrière. Dans une entrevue donnée au magazine Vanity Fair, elle déclarera, en parlant de son travail avec des réalisateurs indépendants :« Ça m'a donné une chance de ne pas stagner. C'était tellement plus grand que moi. Mon expérience était si minuscule en comparaison de ce que sont les scénarios [de Reichardt et Assayas], en tant que cinéastes. J'ai finalement eu la chance d'être regardée, pas comme cette chose dans cette culture obsédée par la célébrité du genre, « Oh, c'est la fille de Twilight. » [...] Je crois que ça m'a fait grandir, mais j'étais vraiment contrariée parce que je n'avais pas choisi d'être au centre de tant d'attention, je passais pour une connasse. Je ne suis en aucun cas rebelle. Je ne suis en aucun cas anticonformiste. Je veux juste que les gens m'aiment. »

## Diversification de sa carrière

### Réalisatrice
Bien qu'étant devenue célèbre en tant qu'actrice, Kristen Stewart n'a jamais caché son envie de devenir un jour réalisatrice. Elle explique au magazine Interview que si elle voulait d'abord être réalisatrice, elle préfère maintenant attendre de mûrir pour se lancer dans la réalisation de longs-métrages.
Elle réalise son premier court-métrage en 2014, Take Me To The South, un clip pour le groupe de country rock Sage + the Saints.
Viendra par la suite Viens nager (Come Swim) en 2017, durant lequel l'actrice a notamment co-écrit un article scientifique sur l'utilisation de l'intelligence artificielle pour reconfigurer une image dans le style d'une autre. Durant la même année, elle réalisera également Down side of Me. Come Swim sera présenté au festival de Sundance et au Festival de Cannes.
En 2020 sort le court-métrage Crickets, qui fait partie de Homemade,, un ensemble de courts-métrages ayant été réalisés durant le confinement. La même année, elle réalise l’adaptation à l’écran du livre de Lidia Yuknavitch, The Chronology of Water. Elle parlera à ce sujet dans une entrevue de « la façon dont [Yuknavitch] parle d’avoir un corps, et la honte d’avoir ça. La manière qu'elle a d'être vraiment sale, embarrassante, bizarre, grossière, une fille. C’était une histoire de passage à l’âge adulte que je n’avais pas encore vue. J’ai grandi en regardant American Pie, ces mecs qui se branlaient dans leurs chaussettes comme si c’était le truc le plus normal, et c’était hilarant. Imagine une fille jouir – c’est genre flippant et bizarre. J’ai l’impression d’avoir commencé à lire ses trucs, et elle exprimait des choses qui me faisaient dire : « Meuf je n’avais pas les mots pour ça, mais merci. » » Le rôle principal est attribué à Imogen Poots. Le scénario est cosigné par Kirsten Stewart elle-même et Andy Mingo et la production est assurée par Michael Pruss.
En 2023, elle réalise trois clips pour le groupe Boygenius : $20, Emily I’m Sorry et True Blue,,.

### Interprète
Kristen Stewart a déjà interprété plusieurs chansons à l'occasion de certains rôles, notamment pour les films Into the Wild et The Runaways, mais elle n'a jamais participé à la création d'un album. Elle a cependant prêté sa voix au groupe de musique américain Lord Huron sur le titre Who Laughs Last ? sorti le 24 janvier 2025. Elle y développe un monologue pouvant évoquer le spoken word et joue également dans le clip dans la chanson.

### Peintre
Dans une entrevue avec Interview Magazine, elle déclare s'être mise à la peinture après avoir lu le livre de Patti Smith, Just Kids.

## Mode

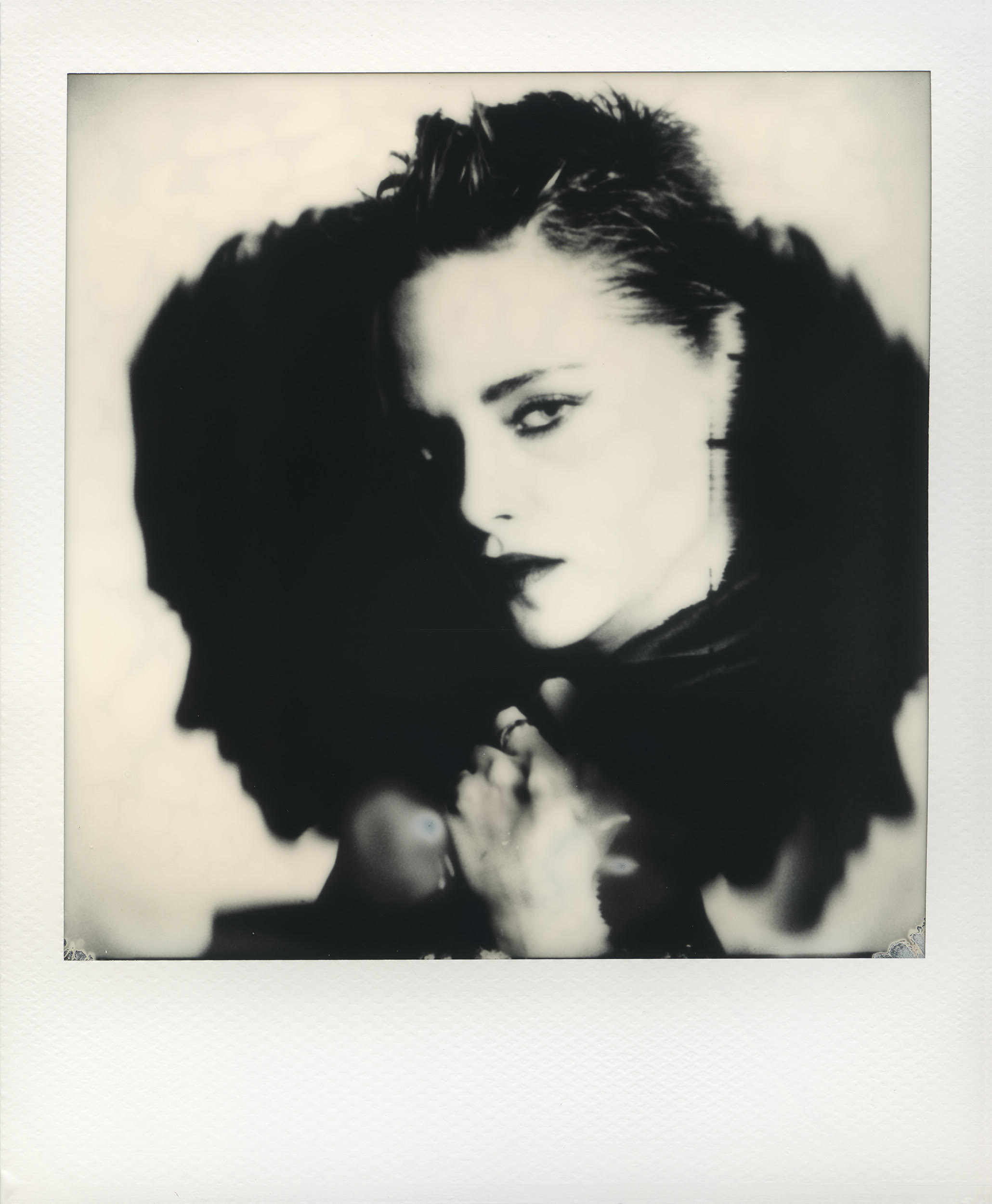
Kristen Stewart photographiée par Oliver Mark en 2017.

Depuis 2010, Kristen Stewart fait de nombreuses apparitions pendant la Fashion Week de Paris, ou de Londres et assiste aux défilés des maisons Balenciaga, Mulberry (en), Chanel, Zuhair Murad ou encore Burberry.
En 2012, elle devient l'égérie de la marque Balenciaga avec le parfum Florabotanica lancé en automne,. La même année elle pose pour le magazine Vanity Fair, photographiée par Mario Testino. Le 7 mars 2012, elle est présente avec Robert Pattinson, à l'ouverture de l'exposition Louis Vuitton - Marc Jacobs à Paris aux Arts Décoratifs pendant la Fashion Week.
En 2013, elle devient la nouvelle égérie d'une campagne publicitaire dirigée par Karl Lagerfeld pour la collection Métier d'art Paris-Dallas de Chanel,.
En 2014, elle est de nouveau le visage d'un parfum signé Balenciaga : Rosabotanica.
En 2017, l'actrice est l'égérie du parfum Gabrielle de Chanel. Le 4 juillet de la même année, elle assiste au défilé donné par Chanel.
Kristen Stewart participe également chaque année au Met Gala à New York. Elle a été accompagnée lors de ce gala par Nicolas Ghesquière, Stella McCartney, les deux créateurs de Proenza Schouler et Karl Lagerfeld. Elle aime aussi le travail de Kevin Germanier,.
Lors du 73e Festival de Berlin, elle porte une robe Chanel et elle participe au dîner organisé par Chanel avant la séance des Oscars.
Lors de l'avant-première de Love Lies Bleeding, elle porte un body échancré noir de la marque ukrainienne Bettter.

## Vie privée
Kristen Stewart est proche de Dakota Fanning, qui joue aussi avec elle dans la saga Twilight et le film The Runaways.
Elle a eu une relation amoureuse avec l'acteur Michael Angarano, qu'elle a rencontré sur le tournage de Speak, de 2004 à 2008. Ils finiront par se séparer en 2009.
Des rumeurs ont fait état d'une relation entre elle et Robert Pattinson, son partenaire dans la saga Twilight, ce que les deux acteurs ont longtemps refusé de commenter. Cette liaison a finalement été publiquement reconnue par Kristen Stewart en juillet 2012 après la publication de photos par le magazine Us Weekly montrant l'actrice embrasser Rupert Sanders,, le réalisateur avec lequel elle a tourné le film Blanche-Neige et le Chasseur. Stewart a déclaré dans une interview pour Marie Claire qu’elle n’avait aucune raison de tromper Pattinson avec Sanders si ce n’est qu’elle traversait un moment difficile de sa vie : « J’ai mis le feu à mon univers et je l’ai regardé brûler... pour parler franchement, c'était une période vraiment traumatisante au début de ma vingtaine qui a déclenché en moi quelque chose d’un peu plus sauvage. »
En 2012, elle devient l'actrice la mieux payée d'Hollywood avec 34,5 millions de dollars.
En mai 2013, les deux acteurs de Twilight se séparent.
En janvier 2015, elle est prise en photo par les paparazzis avec son ancienne assistante personnelle, Alicia Cargile. En juin, The Daily Mirror rapporte des propos attribués à la mère de Kristen Stewart confirmant cette relation,. Mais selon Jules Stewart, la journaliste à qui elle a accordé une interview a tout inventé.
En mars 2016, la presse people dévoile sa relation avec la chanteuse et actrice française Soko. Kristen Stewart et Soko se séparent en mai 2016. Puis, Kristen Stewart est de nouveau vue en compagnie d'Alicia Cargile.
En juillet 2016, l'actrice confirme sa relation avec Alicia Cargile. En septembre 2016, elles se séparent.
D'octobre à décembre 2016, Kristen Stewart fréquente la chanteuse américaine St. Vincent. De fin 2016 à fin 2018, elle est en couple avec le mannequin Stella Maxwell,, l'ancien flirt de Miley Cyrus. Kristen Stewart fréquente ensuite la styliste Sara Dinkin.

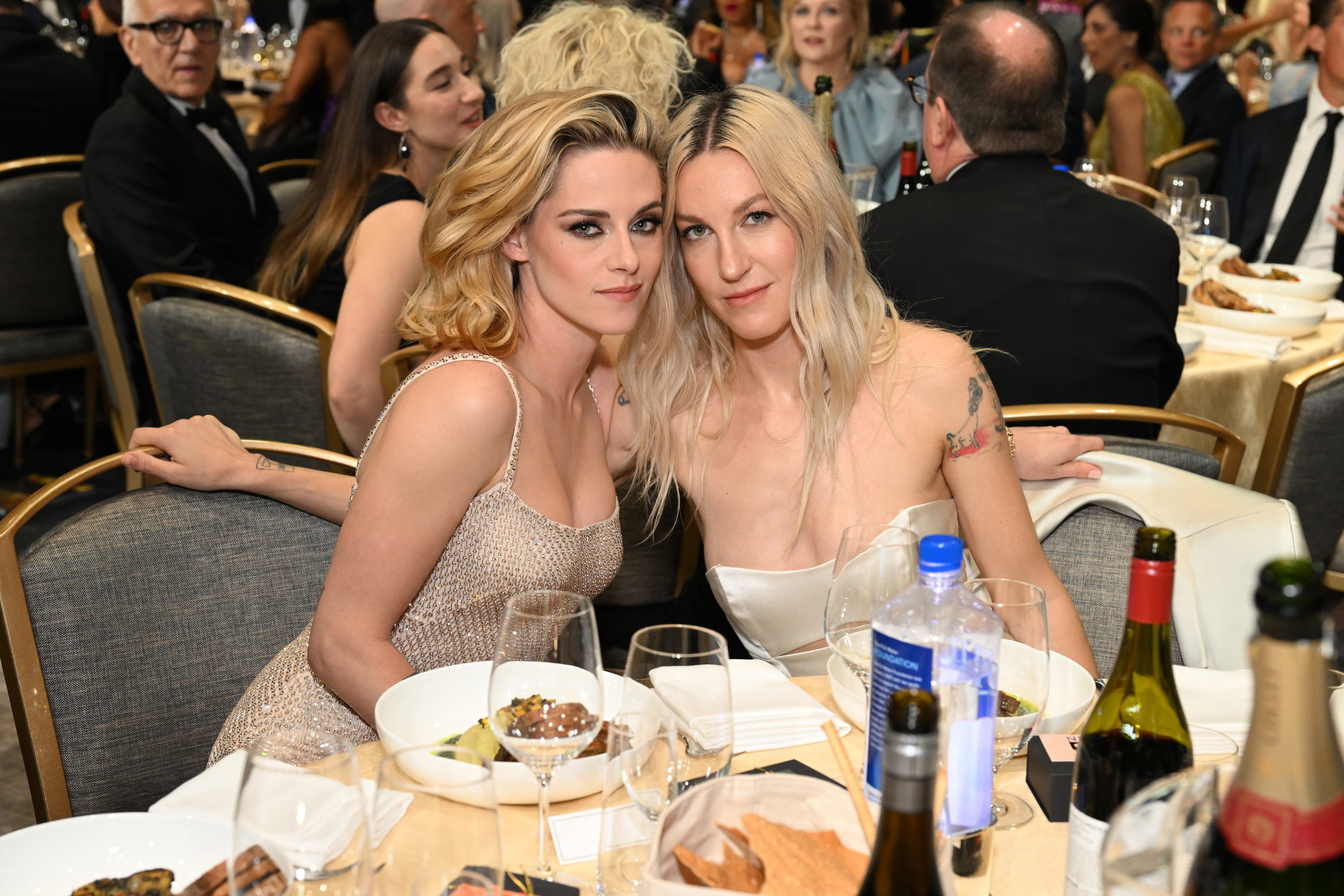
Kristen Stewart et Dylan Meyer lors des Critics' Choice Movie Awards en 2022.

Kristen Stewart a affirmé sa bisexualité à de nombreuses reprises, notamment lors de l'émission Saturday Night Live avec Stephen Colbert en février 2017, où, lors de son monologue, en faisant allusion aux tweets que Donald Trump a postés à son sujet — tous liés à sa rupture avec Pattinson — elle déclarera : « Et Donald, si vous ne m’aimiez pas à l’époque, vous n'allez probablement pas m'aimer maintenant, parce que j’anime SNL et je suis, genre, tellement gay, mec,. »
Dans une interview donnée au magazine Harper’s Bazaar, Stewart a déclaré qu'avant de devenir célèbre, elle aurait reçu ce conseil venant de personnes travaillant dans le cinéma : « Si vous vous rendez juste un service et que vous ne sortez pas en tenant la main de votre petite amie en public, vous pourriez obtenir un film Marvel. » Elle a ajouté : « Je ne veux pas travailler avec des gens comme ça. »
Depuis août 2019, elle est en couple avec la scénariste Dylan Meyer,. En 2021, elles se fiancent et elles se marient à Los Angeles le 20 avril 2025.
Kristen Stewart réside à Los Angeles depuis 2011.

## Prises de position

### Philanthropie
En 2016, elle participe à un programme de construction d'école au Nicaragua lancé par buildOn (en).

### Féminisme
Féministe convaincue, elle dénonce en 2024 l'hypocrisie des producteurs hollywoodiens sur la diversité dans les productions, en estimant qu'ils mettent en avant certaines productions avec des actrices connues — elle cite Maggie Gyllenhaal et Margot Robbie comme exemples — pour donner l'impression de faire des efforts alors que ceux-ci sont insuffisants.

### Conflit israélo-palestinien
En 2023, elle signe une lettre ouverte demandant aux dirigeants du monde de mettre en place un cessez-le-feu à Gaza,.

## Filmographie
Sauf indication contraire, les informations mentionnées dans cette section peuvent être confirmées par la base de données cinématographiques IMDb,  présente dans la section « Liens externes ».

### Actrice

#### Cinéma

##### Années 2000
- 2000 : Les Pierrafeu à Rock Vegas (The Flintstones in Viva Rock Vegas) de Brian Levant : la fille du lanceur d’anneaux
- 2001 : The Safety of Objects de Rose Troche : Sam Jennings
- 2002 : Panic Room de David Fincher : Sarah Altman
- 2003 : La Gorge du diable (Cold Creek Manor) de Mike Figgis : Kristen Tilson
- 2004 : Speak de Jessica Sharzer (en) : Melinda Sordino
- 2004 : Les Petits Braqueurs (Catch That Kid) de Bart Freundlich : Maddy
- 2004 : L’Autre Rive (Undertow) de David Gordon Green : Lila
- 2005 : Des gens impitoyables (Fierce People) de Griffin Dunne : Maya
- 2005 : Zathura : Une aventure spatiale (Zathura: A Space Adventure) de Jon Favreau : Lisa
- 2007 : In the Land of Women de Jon Kasdan : Lucy Hardwicke
- 2007 : Les Messagers (The Messengers) d'Oxide Pang Chun et Danny Pang : Jess
- 2007 : The Cake Eaters de Mary Stuart Masterson : Georgia
- 2007 : Into the Wild de Sean Penn : Tracy Tatro
- 2007 : Cutlass de Kate Hudson : Robin jeune
- 2008 : The Yellow Handkerchief d'Udayan Prasad (en) : Martine
- 2008 : Panique à Hollywood (What Just Happened?) de Barry Levinson : Zoé
- 2008 : Jumper de Doug Liman : Sophie
- 2008 : Twilight, chapitre I : Fascination (Twilight) de Catherine Hardwicke : Bella Swan
- 2009 : Adventureland : Un job d’été à éviter de Greg Mottola : Emily Lewin
- 2009 : Twilight, chapitre II : Tentation (New Moon) de Chris Weitz : Bella Swan

##### Années 2010
- 2010 : Twilight, chapitre III : Hésitation (Eclipse) de David Slade : Bella Swan
- 2010 : Welcome to the Rileys de Jake Scott : Mallory / Allison
- 2010 : Les Runaways (The Runaways) de Floria Sigismondi : Joan Jett
- 2011 : Twilight, chapitre IV : Révélation, 1re partie (Breaking Dawn – Part 1) de Bill Condon : Bella Swan
- 2012 : Sur la route (On the Road) de Walter Salles : Marylou
- 2012 : Blanche-Neige et le Chasseur (Snow White and the Huntsman) de Rupert Sanders : Blanche-Neige
- 2012 : Twilight, chapitre V : Révélation, 2e partie (Breaking Dawn – Part 2) de Bill Condon : Bella Cullen
- 2014 : The Guard (Camp X-Ray) de Peter Sattler : Cole
- 2014 : Sils Maria d'Olivier Assayas : Valentine
- 2015 : Still Alice de Wash Westmoreland et Richard Glatzer : Lydia Howland
- 2015 : American Ultra de Nima Nourizadeh : Phoebe Larson
- 2015 : Equals de Drake Doremus : Nia
- 2015 : Once and Forever, court-métrage de Karl Lagerfeld : Gabrielle Chanel
- 2016 : Anesthesia de Tim Blake Nelson : Sophie
- 2016 : Café Society de Woody Allen : Vonnie
- 2016 : Personal Shopper d'Olivier Assayas : Maureen
- 2016 : Certaines femmes (Certain Women) de Kelly Reichardt : Beth Travis
- 2017 : Un jour dans la vie de Billy Lynn d'Ang Lee : Kathryn Lynn
- 2018 : Lizzie de Craig William Macneill : Bridget Sullivan
- 2018 : J.T. LeRoy de Justin Kelly : Savannah Knoop
- 2019 : Seberg de Benedict Andrews (en) : Jean Seberg
- 2019 : Charlie's Angels  d'Elizabeth Banks : Sabina Wilson

##### Années 2020
- 2020 : Underwater de William Eubank : Norah Price
- 2020 : Ma belle-famille, Noël et moi (Happiest Season) de Clea DuVall : Abby
- 2022 : Spencer de Pablo Larraín : Diana Spencer
- 2022 : Les Crimes du futur (Crimes of the Future) de David Cronenberg : Timlin
- 2024 : Love Lies Bleeding de Rose Glass : Lou
- 2024 : Love Me (en) de Sam Zuchero et Andy Zuchero : Me / Deja
- 2024 : Sacramento (en) de Michael Angarano : Rosie
- Prévu en 2026 : Flesh of the Gods de Panos Cosmatos : Alex

#### Téléfilms
- 1999 : Le Garçon qui venait de la mer (The Thirteenth Year) de Duwayne Dunham : une fille à la fontaine (non créditée)
- 2019 : Ru's Angels : Sabina Wilson (court-métrage promotionnel pour Charlie's Angels, diffusé sur VH1)

#### Séries télévisées
- 2008 : The Sarah Silverman Program : l'annonceuse (épisode I Thought My Dad Was Dead, But It Turns Out He's Not, non créditée)
- 2022 : Irma Vep : Lianna (épisode Les Noces sanglantes)
- 2023 : Living for the Dead (en) : narratrice (également en tant que réalisatrice et productrice)

#### Clips
- 2011 : I Was Broken - Marcus Foster
- 2014 : Just One of the Guys - Jenny Lewis
- 2016 : Ride 'Em On Down - The Rolling Stones
- 2018 : If You Really Love Nothing - Interpol
- 2025 : Who Laughs Last ? - Lord Huron

### Réalisatrice
- 2014 : Take Me to the South - Sage + the Saints (clip)
- 2017 : Down Side of Me - Chvrches (clip)
- 2017 : Come Swim (court métrage, diffusé lors des événements liés au festival de Cannes 2017)
- 2020 : Crickets (court métrage faisant partie de la série d'anthologie Homemade)
- 2023 : The Film (court métrage du groupe Boygenius)
- 2025 : The Chronology of Water (d'après les mémoires de l'autrice américaine Lidia Yuknavitch)[154]

### Chanteuse
- 2007 : Into the Wild : interprète des chansons Tracy's Song et Angel from Montgomery (en duo avec Emile Hirsch)
- 2010 : Les Runaways : interprète des chansons The Wild One, Old Smoky, I Wanna Be Where The Boys Are, Wild Thing, Queens Of Noise, Dead End Justice, I Love Playin' With Fire, et Don't Abuse Me

## Distinctions
Sauf indication contraire, les informations mentionnées dans cette section peuvent être confirmées par la base de données cinématographiques IMDb,  présente dans la section « Liens externes ».

### Récompenses
- MTV Movie Awards 2009 :

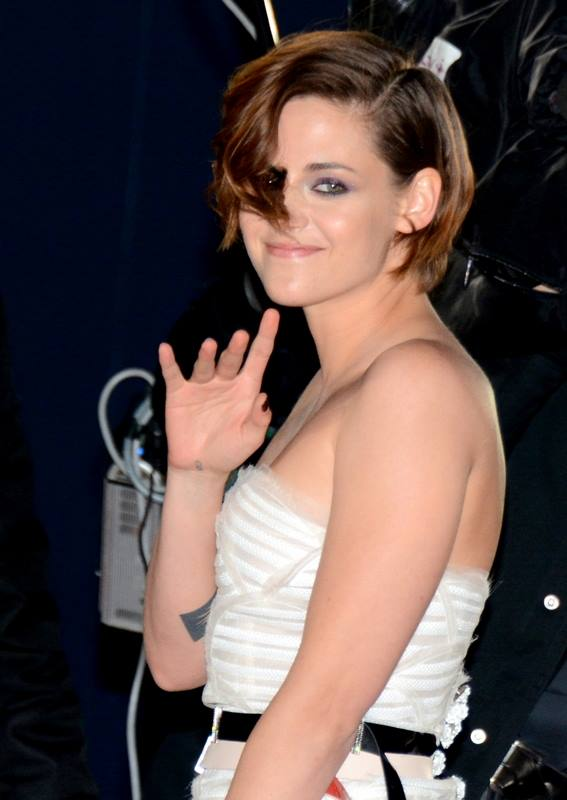
L'actrice aux Césars 2015, où elle reçoit le César de la meilleure actrice dans un second rôle pour Sils Maria.

  - Meilleure performance féminine pour Twilight, chapitre I : Fascination
  - Meilleur baiser (partagé avec Robert Pattinson) pour Twilight, chapitre I : Fascination
- Teen Choice Awards 2009 :
  - Meilleure actrice pour Twilight, chapitre I : Fascination
  - Meilleur baiser (partagé avec Robert Pattinson) pour Twilight, chapitre I : Fascination
- British Academy Film Awards 2010 : Rising Star Award (Meilleur espoir)
- Kids' Choice Awards (Australie) 2010 : couple le plus mignon (partagé avec Robert Pattinson) pour Twilight, chapitre II : Tentation
- Nickelodeon Kids' Choice Awards 2010 : couple le plus mignon partagée avec Taylor Lautner pour Twilight, chapitre II : Tentation
- Elle Style Awards 2010 : Femme de l'année
- FHM Magazine 2010 : 6e place dans le Top 100 des femmes les plus sexy au monde
- MTV Movie Awards 2010 :
  - Meilleure performance féminine pour Twilight, chapitre II : Tentation
  - Meilleur baiser (partagé avec Robert Pattinson) pour Twilight, chapitre II : Tentation
- People's Choice Awards 2010 : meilleure équipe à l'écran (partagée avec Taylor Lautner et Robert Pattinson) pour Twilight, chapitre I : Fascination
- Russian National Movie Awards 2010 : meilleure actrice étrangère pour Twilight, chapitre I : Fascination
- Scream Awards 2010 : meilleure actrice pour Twilight, chapitre III : Hésitation
- Teen Choice Awards 2010 :
  - Meilleur baiser (partagé avec Robert Pattinson) pour Twilight, chapitre II : Tentation
  - Meilleure actrice dans un film de l'été pour Twilight, chapitre II : Tentation
  - Meilleure alchimie (partagée avec Robert Pattinson) pour Twilight, chapitre II : Tentation
  - Meilleure actrice dans un film de l'été pour Twilight, chapitre III : Hésitation
- Bravo Otto 2011 : star féminine télévisée
- Milano International Film Festival Awards 2011 : Prix Leonardo Horse de la meilleure actrice pour Welcome to the Rileys
- MTV Movie Awards 2011 :
  - Meilleur baiser (partagé avec Robert Pattinson) pour Twilight, chapitre III : Hésitation
  - Meilleure performance féminine pour Twilight, chapitre III : Hésitation
- People's Choice Awards 2011 : meilleure équipe à l'écran (partagée avec Taylor Lautner et Robert Pattinson) pour Twilight, chapitre III : Hésitation
- Alliance of Women Film Journalists Awards 2012 : plus grande différence d'âge entre le personnage principal (18 ans) et son prétendant (100 ans) pour Twilight, chapitre IV : Révélation - partagé avec Robert Pattinson
- Bravo Otto 2012 : meilleure actrice
- Glamour UK 2012 : Star la mieux habillée de l'année
- Nickelodeon Kids' Choice Awards 2012 : meilleure actrice pour Twilight, chapitre IV : Révélation
- MTV Movie Awards 2012 : meilleur baiser (partagé avec Robert Pattinson) pour Twilight, chapitre IV : Révélation
- Classement 2012 du magazine Forbes : Actrice la mieux payée d'Hollywood
- Teen Choice Awards 2012 :
  - Meilleure actrice pour Twilight, chapitre IV : Révélation
  - Meilleure actrice pour Twilight, chapitre IV : Révélation
  - Meilleure actrice dans un film de l'été pour Blanche-Neige et le Chasseur
- Glamour UK 2013 : Star la mieux habillée de l'année
- Kids' Choice Awards 2013 :
  - Meilleure actrice pour Twilight, chapitre V : Révélation
  - Meilleure actrice botteuse de fesses pour Blanche-Neige et le Chasseur
- Teen Choice Awards 2013 : meilleure actrice et meilleur baiser (partagé avec Robert Pattinson) pour Twilight, chapitre V : Révélation
- Boston Online Film Critics Association Awards 2015 : Meilleure actrice dans un second rôle pour Sils Maria
- Boston Society of Film Critics Awards 2015 : Meilleure actrice dans un second rôle pour Sils Maria
- César 2015 : Meilleure actrice dans un second rôle pour Sils Maria[155],[43]
- Florida Film Critics Circle Awards 2015 : meilleure actrice dans un second rôle pour Sils Maria
- Indiewire Critics' Poll 2015 : meilleure actrice dans un second rôle pour Sils Maria
- International Online Cinema Awards 2015 : meilleure actrice dans un second rôle pour Sils Maria
- New York Film Critics Circle Awards 2015 : Meilleure actrice dans un second rôle pour Sils Maria
- Village Voice Film Poll 2015 : meilleure actrice dans un second rôle pour Sils Maria
- Alliance of Women Film Journalists Awards 2016 : meilleure actrice dans un second rôle pour Sils Maria
- International Cinephile Society Awards 2016 : meilleure actrice dans un second rôle pour Sils Maria
- National Society of Film Critics Awards 2016 : meilleure actrice dans un second rôle pour Sils Maria
- Oaxaca FilmFest 2016 : meilleure actrice our Personal Shopper
- International Online Cinema Awards 2017 : meilleure actrice pour Personal Shopper
- Festival du cinéma américain de Deauville 2019 : Prix Deauville Talent
- Festival du film de Zurich 2019 : Prix Golden Eye Award for the New A-Lister pour l'ensemble de sa carrière
- Hollywood Critics Association 2020 : Prix de l'actrice de la décennie

### Nominations
- Online Film & Television Association Awards 2003 : meilleure jeune actrice pour Panic Room
- Young Artist Awards 2003 : meilleure performance pour une jeune actrice principale pour Panic Room
- Young Artist Awards 2004 : meilleure performance pour une jeune actrice dans un second rôle pour La Gorge du diable
- Young Artist Awards 2005 : meilleure performance pour une jeune actrice dans un second rôle pour Undertow
- Hollywood Life Breakthrough of the Year Awards 2007 : meilleur espoir féminin pour Into the Wild
- Bravo Otto 2008 : meilleure actrice pour Into the Wild
- Gold Derby Awards 2008 : meilleure distribution pour Into the Wild  partagée avec Brian H. Dierker, Marcia Gay Harden, Emile Hirsch, Hal Holbrook, William Hurt, Catherine Keener, Jena Malone et Vince Vaughn
- Screen Actors Guild Awards 2008 : Meilleure distribution pour Into the Wild partagée avec Brian H. Dierker, Marcia Gay Harden, Emile Hirsch, Hal Holbrook, William Hurt, Catherine Keener, Jena Malone et Vince Vaughn
- Young Artist Awards 2008 : meilleure performance pour une jeune actrice dans un second rôle pour Into the Wild
- Gotham Independent Film Awards 2009 : meilleure distribution pour Adventureland : Un job d’été à éviter - partagée avec Jesse Eisenberg, Martin Starr, Kristen Wiig, Bill Hader, Ryan Reynolds et Margarita Levieva
- Kids' Choice Awards (Australie) 2010 :
  - Meilleur baiser (partagé avec Robert Pattinson) pour Twilight, chapitre III : Hésitation
  - Meilleur baiser (partagé avec Taylor Lautner) pour Twilight, chapitre III : Hésitation
  - Star de film préférée pour Twilight, chapitre III : Hésitation
- Nickelodeon Kids' Choice Awards 2010 : couple le plus mignon (partagé avec Robert Pattinson) pour Twilight, chapitre II : Tentation
- MTV Movie Awards 2010 :
  - Meilleur baiser (partagé avec Dakota Fanning) pour The Runaways
  - superstar internationale
- People's Choice Awards 2010 : meilleure actrice pour Twilight, chapitre I : Fascination
- Teen Choice Awards 2010 : Meilleure actrice pour The Runaways
- Nickelodeon Kids' Choice Awards 2011 : actrice de film préférée pour Twilight, chapitre III : Hésitation
- MTV Movie Awards 2011 : meilleur baiser partagé avec Taylor Lautner pour Twilight, chapitre III : Hésitation
- People's Choice Awards 2011 : star de film de moins de 25 ans préférée pour Twilight, chapitre III : Hésitation
- Russian National Movie Awards 2011 : meilleure actrice étrangère
- Teen Choice Awards 2011 :
  - Meilleure actrice pour Twilight, chapitre III : Hésitation
  - Meilleur baiser (partagé avec Robert Pattinson) pour Twilight, chapitre III : Hésitation
  - Meilleur baiser (partagé avec Taylor Lautner) pour Twilight, chapitre III : Hésitation
- Teen Choice Awards 2012 :
  - Meilleure actrice pour Twilight, chapitre IV : Révélation
  - Meilleur baiser (partagé avec Robert Pattinson) pour Twilight, chapitre IV : Révélation
- MovieGuide Awards 2013 : interprète la plus inspirée pour Blanche-Neige et le Chasseur
- MTV Movie Awards 2013 : meilleure héroïne pour Blanche-Neige et le Chasseur
- People's Choice Awards 2013 :
  - Alchimie à l'écran préférée (partagée avec Chris Hemsworth) pour Blanche-Neige et le Chasseur
  - Héroïne préférée pour Blanche-Neige et le Chasseur
- Rembrandt Awards 2013 :
  - Meilleure actrice internationale pour Blanche-Neige et le Chasseur
  - Meilleure actrice internationale pour Twilight, chapitre V : Révélation
- Awards Circuit Community Awards 2014 : meilleure actrice dans un second rôle pour Still Alice
- Russian National Movie Awards 2014 : meilleure actrice étrangère de la décennie
- Women Film Critics Circle Awards 2014 : Meilleure actrice pour The Guard
- Austin Film Critics Association Awards 2015 : meilleure actrice dans un second rôle pour Sils Maria
- Awards Circuit Community Awards 2015 : meilleure actrice dans un second rôle pour Sils Maria
- Chicago Film Critics Association Awards 2015 : Meilleure actrice dans un second rôle pour Sils Maria
- Detroit Film Critics Society Awards 2015 : Meilleure actrice dans un second rôle pour Sils Maria
- Italian Online Movie Awards 2015 : meilleure actrice dans un second rôle pour Sils Maria
- Los Angeles Film Critics Association Awards 2015 : Meilleure actrice dans un second rôle pour Sils Maria
- Online Film Critics Society Awards 2015 : Meilleure actrice dans un second rôle pour Sils Maria
- San Diego Film Critics Society Awards 2015 : meilleure actrice dans un second rôle pour Sils Maria
- St. Louis Film Critics Association Awards 2015 : Meilleure actrice dans un second rôle pour Sils Maria
- Teen Choice Awards 2015 : Meilleure actrice pour Sils Maria
- Toronto Film Critics Association Awards 2015 : meilleure actrice dans un second rôle pour Sils Maria
- Boston Society of Film Critics Awards 2016 : Meilleure distribution pour Certaines femmes - partagée avec Laura Dern, Michelle Williams et Lily Gladstone
- Chlotrudis Awards 2016 : Meilleure actrice dans un second rôle pour Sils Maria
- Indiewire Critics' Poll 2016 : meilleure actrice dans un second rôle pour Certaines femmes
- Indiewire Critics' Poll 2016 : meilleure actrice dans un second rôle pour Certaines femmes
- International Online Cinema Awards 2016 : meilleure actrice dans un second rôle pour Certaines femmes
- London Film Critics Circle Awards 2016 : Actrice de l'année dans un second rôle pour Sils Maria
- Online Film & Television Association Awards 2016 : meilleure actrice dans un second rôle pour Sils Maria
- Seattle Film Critics Awards 2016 : meilleure actrice dans un second rôle pour Sils Maria
- Village Voice Film Poll 2016 : meilleure actrice dans un second rôle pour Certaines femmes
- Dublin Film Critics Circle Awards 2017 : meilleure actrice pour Personal Shopper
- Fright Meter Awards 2017 : meilleure actrice pour Personal Shopper
- Indiewire Critics' Poll 2017 : meilleure actrice principale pour Personal Shopper
- St. Louis Film Critics Association Awards 2017 : meilleure actrice principale pour Personal Shopper
- Festival du film de Sundance 2017 : Sélection en compétition pour le Prix du Jury du meilleur court métrage pour Come Swim
- Village Voice Film Poll 2017 : meilleure actrice principale pour Personal Shopper
- Austin Film Critics Association Awards 2018 : meilleure actrice pour Personal Shopper
- International Cinephile Society Awards 2018 : meilleure actrice principale pour Personal Shopper
- Sant Jordi Awards 2018 : meilleure actrice pour Personal Shopper et Un jour dans la vie de Billy Lynn
- Alliance of Women Film Journalists Awards 2020 : actrice ayant le plus besoin d'un nouvel agent pour Charlie's Angels et Seberg
- Detroit Film Critics Society Awards 2021 : Meilleure actrice pour Spencer
- Dublin Film Critics Circle Awards 2021 : Meilleure actrice pour Spencer
- Florida Film Critics Circle Awards 2021 : Meilleure actrice pour Spencer
- Indiewire Critics' Poll Awards 2021 : Meilleure actrice pour Spencer
- Las Vegas Film Critics Society Awards 2021 : Meilleure actrice pour Spencer
- EDA Awards 2022 : Meilleure actrice pour Spencer
- Austin Film Critics Association Awards 2022 : Meilleure actrice pour Spencer
- AACTA International Awards 2022 : Meilleure actrice pour Spencer
- Chicago Indie Critics Awards 2022 : Meilleure actrice pour Spencer
- Critics' Choice Movie Awards2022 : Meilleure actrice pour Spencer
- Días de Cine Awards 2022 : Meilleure actrice étrangère pour Spencer
- Georgia Film Critics Association Awards 2022 : Meilleure actrice pour Spencer
- Golden Schmoes Awards 2022 : Meilleure actrice de l'année pour Spencer
- Golden Globes 2022 : Meilleure actrice dans un film dramatique pour Spencer
- Houston Film Critics Society Awards 2022 : Meilleure actrice pour Spencer
- International Cinephile Society Awards 2022 : Meilleure actrice pour Spencer
- International Online Cinema Awards 2022 : Meilleure actrice pour Spencer
- Iowa Film Critics Awards 2022 : Meilleure actrice pour Spencer
- Kansas City Film Critics Circle Awards 2022 : Meilleure actrice pour Spencer
- Latino Entertainment Journalists Association Film Awards 2022 : Meilleure performance pour une actrice dans un rôle principal pour Spencer
- London Critics Circle Film Awards 2022 : Actrice de l'année pour Spencer
- Music City Film Critics' Association Awards 2022 : Meilleure actrice pour Spencer
- North Carolina Film Critics Association Awards 2022 : Meilleure actrice pour Spencer
- Online Film Critics Society Awards 2022 : Meilleure actrice pour Spencer
- Oscars 2022 : Meilleure actrice pour Spencer
- San Diego Film Critics Society Awards 2022 : Meilleure actrice pour Spencer
- San Francisco Bay Area Film Critics Circle Awards 2022 : Meilleure actrice pour Spencer
- Toronto Film Critics Association Awards 2022 : Meilleure actrice pour Spencer

## Voix francophones
En France, plusieurs comédiennes se sont succédé entre 2002 et 2007 pour doubler Kristen Stewart. Solange Boulanger l'a doublée dans Panic Room, Kelly Marot dans Les Petits Braqueurs, Laura Préjean dans Zathura : Une aventure spatiale, Marie Tirmont dans In the Land of Women, Lucile Boulanger dans Les Messagers et Nastassja Girard dans Into the Wild.
À partir de 2008 et le film Panique à Hollywood, Noémie Orphelin devient sa voix régulière. Elle n'a été remplacée qu'à deux reprises depuis, d'abord par Olivia Luccioni dans Welcome to the Rileys en 2010 puis par Clara Ponsot dans Personal Shopper en 2016.
Au Québec, elle est régulièrement doublée par Annie Girard. Elle a également été doublée par Kim Jalabert dans Au pays des femmes et Qu'est-ce qui m'arrive ? ainsi que par Gabrielle Dhavernas dans Mission sans permission et Catherine Brunet dans Les Messagers.